# McPixel 3
McPixel 3 est un jeu vidéo de puzzle développé par Mikołaj 'Sos Sosowski' Kamiński et édité par Devolver Digital, sorti en 2022. C'est la suite du jeu McPixel sorti en 2012.

## Système de jeu
McPixel 3 est un jeu d'aventure pointer-cliquer centré sur le personnage McPixel, une parodie de MacGyver, qui a pour objectif de "sauver la journée" en utilisant des objets et en trouvant des solutions dans l'environnement qui les entoure.
Semblable à son préquel, il y aura 100 niveaux chronométrés à compléter avec plus de 20 micro-jeux, plus de 900 gags et 1 500 objets interactifs à découvrir.

## Développement et publication
McPixel 3 a été officiellement annoncé via Twitter par Devolver Digital le 17 février 2022, avec une date de sortie provisoirement fixée en 2022.
Bien que le jeu soit nommé comme étant le troisième volet de la série, il s'agira d'une suite directe du McPixel de 2012 car il n'y a pas de deuxième titre numéroté développé par Sos Sosowski.
La première démo jouable de McPixel 3 faisait partie du Steam Next Fest du 21 février 2022, qui présentait 10 des 100 niveaux proposés aux joueurs.